# Tyukod
Tyukod is een plaats (nagyközség) en gemeente in het Hongaarse comitaat Szabolcs-Szatmár-Bereg. Tyukod telt 2142 inwoners (2001).